# Beta vulgaris subsp. vulgaris
Beta vulgaris subsp. vulgaris is een ondersoort van de biet (Beta vulgaris) en behoort tot de amarantenfamilie (Amaranthaceae). Het is een plant met een al of niet vlezige wortel. Er bestaan veel gekweekte vormen van:
- Rode biet (Beta vulgaris subsp. vulgaris var. ruba) is een veel gegeten groente
- Suikerbiet (Beta vulgaris subsp. vulgaris var. altissima), die voor de suiker wordt geteeld
- Voederbiet (Beta vulgaris subsp. vulgaris var. crassa) die als veevoeder wordt gebruikt
- Snijbiet (Beta vulgaris subsp. vulgaris var. vulgaris), een bladgroente die geen verdikte wortel vormt en voor de bladeren wordt geteeld.
  - Beta vulgaris subsp. vulgaris var. vulgaris convar. vulgaris
  - Beta vulgaris subsp. vulgaris var. vulgaris convar. flavescens